# 兰盖姆
兰盖姆（法語：Linghem）是法国北部-加来海峡大区加来海峡省的一个市镇，属于贝蒂讷区诺朗丰泰县。该市镇2009年时的人口为205人。

## 人口
兰盖姆人口变化图示
| 数据来源：INSEE |